# Stam1na
A Stam1na (ejtsd: mint a "stamina" kifejezést, IPA: [ˈstɑminɑ]) finn metalegyüttes.

## Története
Az együttes 1996-ban alakult Lemi városában. Eleinte trióként működtek, majd 2005-ben Kai-Pekka Kangasmäki basszusgitáros csatlakozott hozzájuk, 2009-ben pedig Emil Lähteenmäki billentyűs csatlakozott az együtteshez. A zenekar lemezeit a honfitárs Mokoma nevű thrash metal együttes által alapított lemezkiadó cég, a Sakara Records jelenteti meg. Első nagylemezük 2005-ben jelent meg. Az együttes finn nyelven énekel, zenéjük pedig a progresszív metal stílusba sorolható, thrash, death, alternatív metal és punk hatssokkal. 2017-ben Magyarországon is felléptek, a Skálmölddel és az Omnium Gatherummal.

## Diszkográfia
- Stam1na (2005)
- Uudet kymmenen käskyä (2006)
- Raja (2008)
- Viimeinen Atlantis (2010)
- Nocebo (2012)
- SLK (2014)
- Elokuutio (2016)
- Taival (2018)
- Novus Ordo Mundi (2021)